# Metatheca
Metatheca is een monotypisch geslacht van kevers uit de familie van de klopkevers (Anobiidae).

## Soort
- Metatheca rugulosa Scott, 1924